# Авалов, Семён Николаевич
Семён Николаевич Авалов (1880—1920) — князь, русский военный деятель. Участник первой мировой войны, участник Белого движения.

## Биография
Уроженец г. Тифлиса. Общее образование получил в Тифлисском кадетском корпусе. Военное образование получил в Михайловском артиллерийском училище, выпускник Михайловской артиллерийской академии.
В 1909 капитан артиллерийского батальона.
Перед первой мировой войной офицер 2-й Кавказской конно-горной батареи Кавказского конно-горного дивизиона.
В первую мировую войну офицер конно-артиллерийского дивизиона. Затем командир 6-й конно-артиллерийской батареи (фактическое место службы — штаб-офицер для поручений при управлении нач-ка артиллерийских снабжений армий Румынского фронта).
Подполковник. Георгиевский кавалер — награждён ГО (17.4.1916) и орденом Св. Георгия 4-й степени (4.3.1917). Полковник.
С 1918 года заведующий отдельным делопроизводством по артиллерийской части Военного и Морского отдела, с 30 ноября 1918 в составе комиссии для рассмотрения проекта новой организации армии, с 12 января 1919 года — руководитель Учебно-подготовительной артиллерийской школы, с сентября по октябрь 1919 — командир 3-го конно-артиллерийского дивизиона, затем инспектор конной артиллерии.
После октябрьской революции служил в белой армии (Юг): заведующий отдельным делопроизводством по артиллерийской части Военного и Морского отдела Добровольческой армии (с 15.10.1918), затем начальник артиллерийской части Военного и Морского отдела, в составе комиссии для рассмотрения проекта новой организации армии (с 30.11.1918), руководитель Учебно-подготовительной артиллерийской школы (с 12.1.1919), командир 3-го конно-артиллерийского дивизиона (сентябрь-октябрь 1919), затем инспектор конной артиллерии.
Убит в станице Натухайской в марте 1920 года.

## Награды
- Георгиевское Оружие (17.4.1916)
- Орден Св. Георгия 4-й степени (4.3.1917)